# اتفاقية التجارة الحرة بين الاتحاد الأوروبي وكندا للتجارة الحرة
اتفاقية التجارة الحرة بين الاتحاد الأوروبي وكندا للتجارة الحرة (بالإنجليزية: Canada–European Free Trade Association Free Trade Agreement) هي اتفاقية تجارية بين كندا والدول الأعضاء في رابطة التجارة الحرة الأوروبية (آيسلندا والنرويج وسويسرا وليختنشتاين). وقعت في دافوس سويسرا في 26 يناير 2008، ودخلت حيز التنفيذ في 1 يوليو 2009. تهدف الاتفاقية إلى إلغاء جميع الرسوم الجمركية على السلع بين كندا وأعضاء الرابطة الأوروبية للتجارة الحرة.
في عام 1999 دخلت كندا في مفاوضات التجارة الحرة مع رابطة التجارة الحرة الأوروبية. اختتمت المفاوضات بنجاح في يونيو 2007، وتم التوقيع على اتفاقية التجارة الحرة بين كندا ودول الرابطة الأوروبية للتجارة الحرة في 26 يناير 2008. وألحقت اتفاقيات ثنائية بشأن الزراعة بين كندا وكل دولة من دول الرابطة الأوروبية للتجارة الحرة. ودخل كلاهما حيز التنفيذ في 1 يوليو 2009. وألغت الاتفاقية جميع التعريفات تقريبًا، مع استبعاد بعض المنتجات الزراعية والسمكية من الإلغاء الفوري للتعريفات.
بلغ إجمالي التجارة الثنائية 10.7 مليار دولار في عام 2006 (مع الواردات الكندية من الرابطة الأوروبية للتجارة الحرة بقيمة 7.6 مليار دولار والصادرات إلى رابطة التجارة الحرة الأوروبية بـ 3.1 مليار دولار). بلغت قيمة الاستثمارات بين الرابطة الأوروبية للتجارة الحرة وكندا 22 مليار دولار في عام 2006. الاتفاقية هي أول اتفاقية تجارة حرة بين كندا وأية دولة أوروبية.